# Miejska Biblioteka Publiczna im. Adama Asnyka w Kaliszu

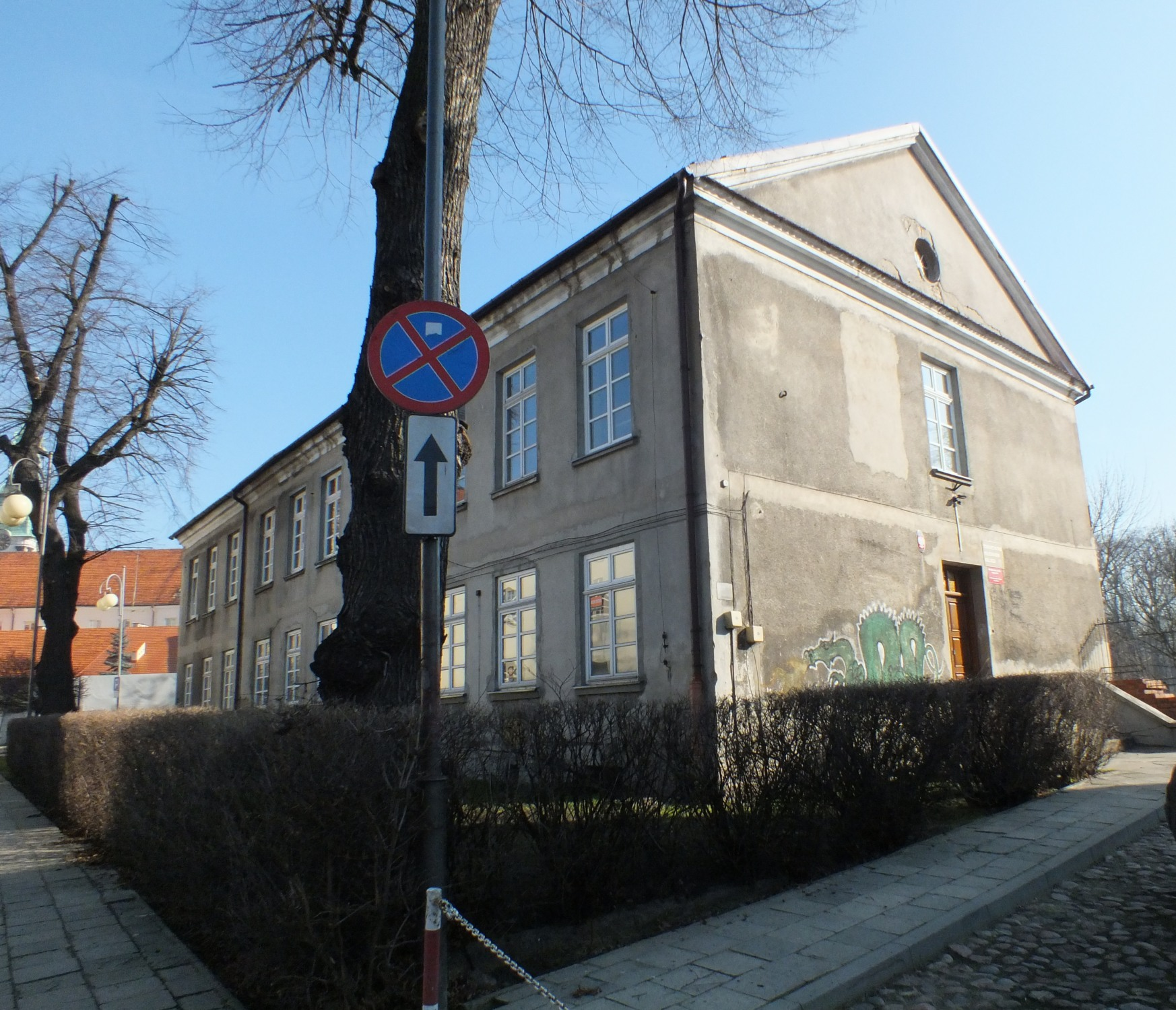
Budynek, w którym do 2022 mieściła się siedziba biblioteki (2016)

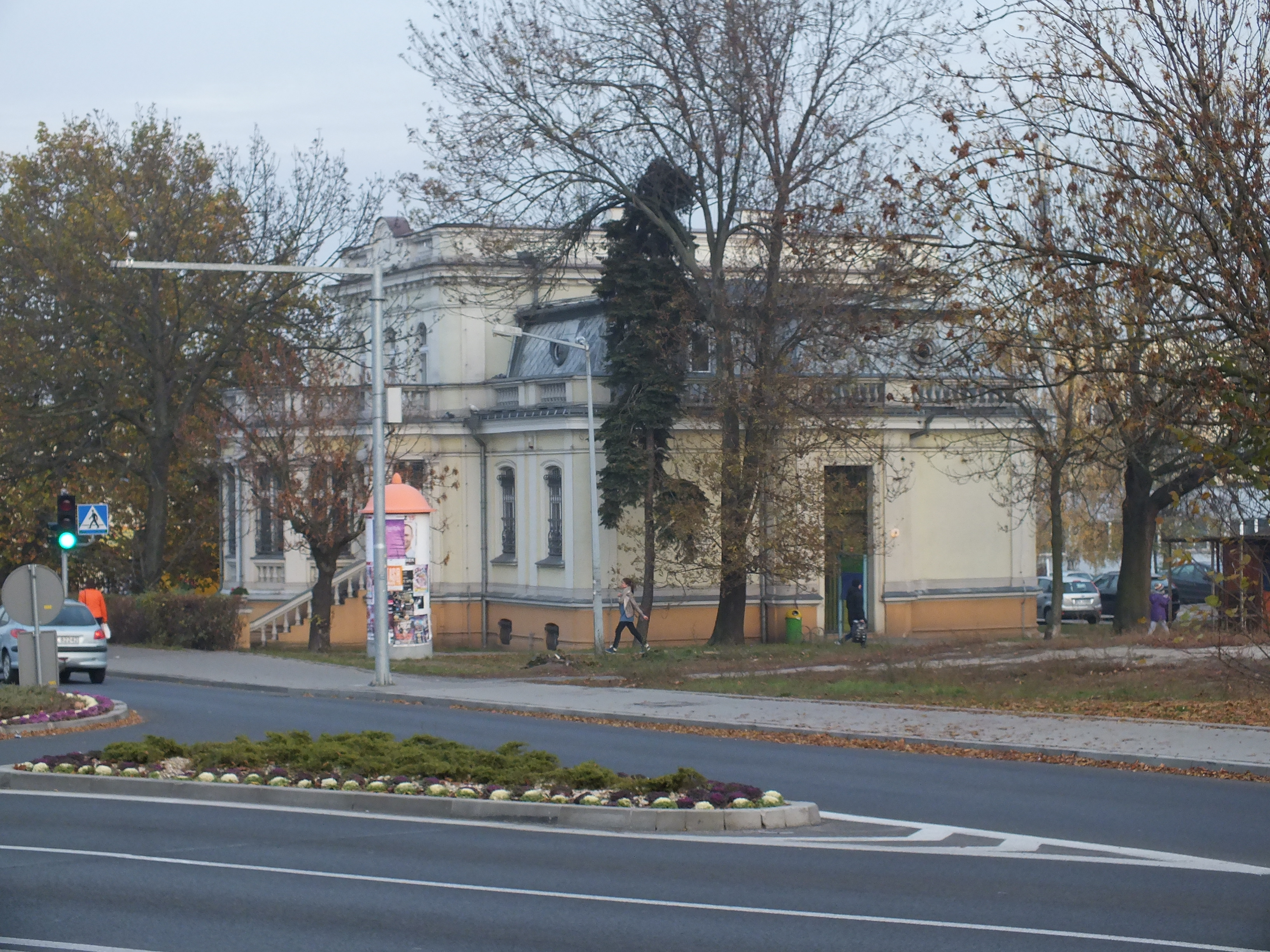
Biblioteka Główna (2015)

Miejska Biblioteka Publiczna im. Adama Asnyka w Kaliszu – biblioteka publiczna założona w 1907 w Kaliszu, miejska instytucja kultury; od czasu założenia nosi imię Adama Asnyka.
W latach 2003–2020 dyrektorem biblioteki był Adam Borowiak; a od 2020 do października 2024 Robert Kuciński. Od października 2024 obowiązki dyrektora pełni Anna Kubiak.

## Historia
Jak podaje dr Grażyna Schlender, Biblioteka została założona w 1907. Na początku działała przy Towarzystwie Kursów Popularnych im. Adama Asnyka, założonym w 1906.
Przed I wojną światową biblioteka posiadała 6500 woluminów. W wyniku działań wojennych straciła wiele książek i na przełomie lat 1916 i 1918 liczyła 4200 pozycji. Książnica mieściła się w tym czasie przy al. Józefiny 6 (obecnie al. Wolności).
Właścicielem prywatnej biblioteki regionalnej był Kazimierz Stefański (1870–1943); w jego zbiorach znajdowało się wiele druków kaliskich i związanych z Kaliszem (calisianów); zbiory te zostały zniszczone w czasie II wojny światowej.
W czasie II wojny światowej większość książek Niemcy wrzucili do zasypywanego kanału Babinka przy pl. Jana Kilińskiego; uratowano tylko część księgozbioru. Wznowienie działalności nastąpiło w czerwcu 1945.
W 1973 utworzono Powiatową i Miejską Bibliotekę Publiczną im. Adama Asnyka, która powstała w wyniku połączenia działającej od 1946 Powiatowej Biblioteki Publicznej w Kaliszu (mającej swoją siedzibę w Kaliszu na pl. św. Józefa 5) i Miejskiej Biblioteki Publicznej im. Adama Asnyka. Po wprowadzeniu nowego podziału administracyjnego Polski w 1975 utworzono Wojewódzką Bibliotekę Publiczną im. Adama Asnyka w Kaliszu.
W 1986 zmianie uległa nazwa z Wojewódzkiej Biblioteki Publicznej im. Adama Asnyka na Wojewódzką i Miejską Bibliotekę Publiczną im. Adama Asnyka w Kaliszu. W 1998 w wyniku kolejnego podziału administracyjnego zlikwidowana została Wojewódzka i Miejska Biblioteka Publiczna im. Adama Asnyka, a w jej miejsce utworzono Miejską Bibliotekę Publiczną im. Adama Asnyka, zaś bibliotekę powiatową przeniesiono do Opatówka i utworzono na bazie tamtejszej Gminnej Biblioteki Publicznej im. Braci Gillerów.
W okresie powojennym, po przemianach ustrojowych w 1989 roku, a także w XXI wieku, zmianie ulegały siedziby i liczba filii. W 2020 otwarta została filia nr 6 w Szczypiornie.

## Stan obecny
Od 1 stycznia 2023 administracja mieści się przy ul. Prymasa Wyszyńskiego 3B (została przeniesiona z ul. Łaziennej 6), a wypożyczenia prowadzone są w następujących placówkach:
- Biblioteka Główna, ul. Legionów 66
- Filia nr 1 z Oddziałem Dziecięcym, ul. Górnośląska 29
- Filia nr 2, ul. Serbinowska 25
- Filia nr 3, ul. Krótka 3
- Filia nr 4, al. Wolności 27
- Filia nr 5 z Oddziałem Dziecięcym, ul. Złota 26-28
- Filia nr 6 z Oddziałem „Izba Pamięci Szczypiorna”, ul. Wrocławska 189A
- Filia nr 7, ul. Tuwima 10
- Filia nr 9 z Oddziałem Dziecięcym, ul. Serbinowska 1A
- Filia nr 12, ul. Toruńska 7 (szpital)
- Filia nr 16, ul. Prymasa Wyszyńskiego 15

W 2006 rozpoczęto wdrażanie elektronicznego systemu wypożyczeń, umożliwiającego zdalne przeglądanie katalogu i rezerwowanie książek. W 2014 wprowadzono dostęp do kilkuset e-booków. MBP uczestniczy także w bookcrossingu (uwalnianiu książek), prowadzi lekcje biblioteczne dla młodzieży oraz organizuje spotkania autorskie z literatami i naukowcami. Wśród prelegentów, którzy wystąpili, są m.in. Olga Tokarczuk, Wojciech Kuczok Krystyna Sienkiewicz, Sławomir Koper, Andrzej Buko, Izabela Fietkiewicz-Paszek, Arkadiusz Pacholski, Urszula Zybura.
Nadzór merytoryczny nad placówką sprawuje Wojewódzka Biblioteka Publiczna i Centrum Animacji Kultury w Poznaniu.

## Publikacje
Staraniem Miejskiej Biblioteki Publicznej im. Adama Asnyka w Kaliszu wydane zostały następujące pozycje:
- Książnica Asnykowska w Kaliszu / Grażyna Schlender
- Grotowski – Cieślak: spojrzenia / Małgorzata Leyko, Maciej Michalski
- Nowy Kaliszanin / Anna Tabaka, Maciej Błachowicz
- Dzieje Kalisza w 1914 r. Tom 1 / Józef Szutkowski
- Miasto ponad ogień i czas: echa kaliskiego Sierpnia 1914 roku w literaturze, grafice i filmie / Arkadiusz Błaszczyk
- Album de Kalisch: phot. de Jean Guillaume Diehl, Vrai membre de la Societé technique Russe á St. Petersbourg
- Prochem jesteśmy i cieniem. Wspomnienia pośmiertne i nekrologi KALISZANINA. GAZETY MIASTA KALISZA I JEGO OKOLIC 1871-1892 / Maria Kubacka-Gorwecka, Monika Sobczak-Waliś
- Muzyczny Kalisz. 1870-1914 / Mirosław Przędzik
- Asnykowiec. Biuletyn Stowarzyszenia Wychowanków Gimnazjum i Liceum im. Adama Asnyka w Kaliszu. Bibliografia Zawartości, nr 1, lipiec 1990 – nr 20, wrzesień 2016 / opracowała Ewa Andrysiak